# Jodi Kantor

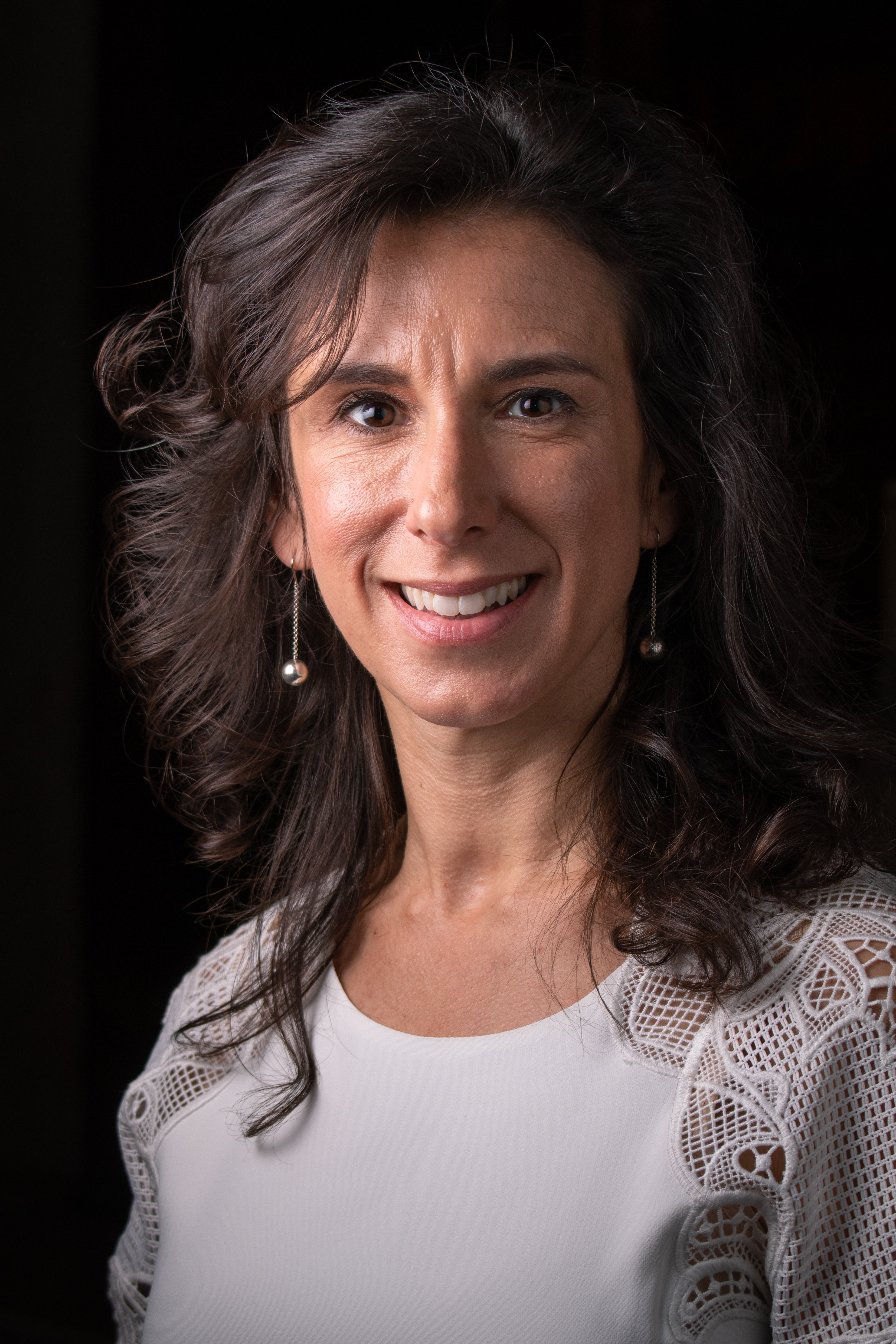
Jodi Kantor in 2018

Jodi Kantor (New York, 21 april 1975) is een prijswinnende Amerikaanse journaliste. Ze schrijft voor The New York Times over onder meer technologie, gender en werkomgeving. In 2017 schreef ze samen met journaliste Megan Twohey een invloedrijk artikel waarin het seksueel wangedrag van filmproducent Harvey Weinstein werd onthuld. Ze publiceerden hierover in oktober 2019 het boek Zij zei. #MeToo: Het journalistieke onderzoek, de onthullingen en de wereldwijde impact. Eerder schreef Kantor het boek Barack en Michelle over president Barack Obama en first lady Michelle Obama. Kantor werkt ook voor de Amerikaanse zender CBS.

## Onderscheidingen
Kantor werd bekroond met prijzen van onder meer Colombia College, PEN Amerika, The Los Angeles Press Club. Door Crain's Magazine werd ze geselecteerd als een van de 'veertig jonger dan veertig' meest veelbelovende New Yorkers. Hollywood Reporter noemde haar een van de machtigste vrouwen in de entertainmentinudustrie en Time Magazine riep haar in 2017 uit tot een van de 100 meest invloedrijke mensen van dat jaar. In 2018 ontving ze een George Polk Award en een McGill Medaille voor journalistieke moed van het Grady College voor journalistiek. Met The New York Times en collega-journalist Megan Twohey werd ze in 2018 bekroond met een Pulitzerprijs voor hun verslaggeving rondom Harvey Weinstein, een prijs die ze deelden met Ronan Farrow voor The New Yorker.